# Schizonycha crenata
Schizonycha crenata är en skalbaggsart som beskrevs av Leonard Gyllenhaal 1817. Schizonycha crenata ingår i släktet Schizonycha och familjen Melolonthidae. Utöver nominatformen finns också underarten S. c. sudanensis.